# 鳥ポックス
鳥ポックス（とりポックス、Avian Pox）は鳥類に発生するウイルス性の病気の総称である。鳥痘、鳥ポックス症、鳥ポックスウイルス感染症とも呼ばれる。

## 概要
鳥ポックス症は、ポックスウイルス科の鳥ポックスウイルスの感染により起きる。人に感染した例は報告されていない。
症状は顔、翼、脚、足指などの羽毛のない皮膚表面にいぼ状の病変が発生し、顔上に起きた場合は視界や採食を妨げるほど大きくなる場合もあり、また足に発生した場合は樹上に止まる事も困難になるほど膨れ上がる事もある。
併せて結膜炎、敗血症、呼吸困難、粘性下痢などの症状を引き起こす。種類により死亡率は異なるが、5割に達する種も存在する。
日本国内では発生例は多くない。
外見で判別できるため他の病気と比べると発見が容易であるが、鳥の皮膚にあるいぼ状の過形成がすべて鳥ポックスウイルスによって発生するわけではない。

## 感染経路と治療
感染経路は感染した鳥との直接接触、糞や羽の粉塵による吸引感染、餌や餌台に付いたウイルスによる経口感染、昆虫を媒介とした感染や蚊が媒体となる伝播感染などがある。
長期間感染した鳥類に発生した、硬いかさぶた状になった部分に潜むウイルスは乾燥への強い耐性を持ち、落剥したかさぶた屑の中ではウイルスが長期間生き続けて他の鳥に伝播感染する事もある。ただし普通の家庭で愛玩用に飼われている鳥類で発生することは多くない。